# Giełda Jedwabiu
Giełda Jedwabiu (hiszp. Lonja de la Seda, kat. Llotja de la Seda lub Llotja de Mercaders) – gotycki budynek w Walencji, w Hiszpanii; położony jest w zabytkowym centrum miasta. Symbol bogactwa złotego wieku Walencji (XV stulecie), obraz zamożności mieszkańców miasta i prestiżu walenckiej burżuazji. W 1996 roku budynek został wpisany na listę Światowego Dziedzictwa UNESCO. Pełnił on rolę centrum handlu morskiego, w szczególności handlu jedwabiem, na obszarze całego wybrzeża Morza Śródziemnego.

## Historia i opis
Budynek został zaprojektowany i wybudowany przez Pere Compte i Joana Ibarra w latach 1483–1497. Inspiracją był prawdopodobnie budynek Lonja Palma na Majorce. Składa się z trzech części. Pierwsza to Sala kolumnowa – ogromna sala z potężnymi ośmioma wolno stojącymi, smukłymi kolumnami i siedemnastoma kolumnami wspierającymi ściany boczne. Kolumny mają spiralne formy, które otwierają się jak drzewa palmowe, tworząc w ten sposób piętnaście sklepień obejmujących całą przestrzeń. Posadzka wyłożona jest różnokolorowym marmurem. W sali tej finalizowano transakcje handlowe.
W bocznym skrzydle, ukończonym w 1548 roku, miał swoją siedzibę Trybunał Morski – pierwszy morski kupiecki trybunał w Hiszpanii. Składał się z półpiwnicy i dwóch pięter. Na pierwszym znajdował się Sąd Gospodarczy, a na drugim Konsulat Morza. W pomieszczeniach konsulatu znajduje się XIV-wieczny bogato zdobiony sufit sprowadzony z Golden Hall – arcydzieło sztuki średniowiecznej. Trzecią część budynku stanowi trzypoziomowa wieża, w której na dwóch górnych piętrach więziono kupców za długi, a na parterze znajdowała się kaplica Poczęcia NMP. Do dwóch wyższych poziomów prowadzą spiralne kamienne schody.

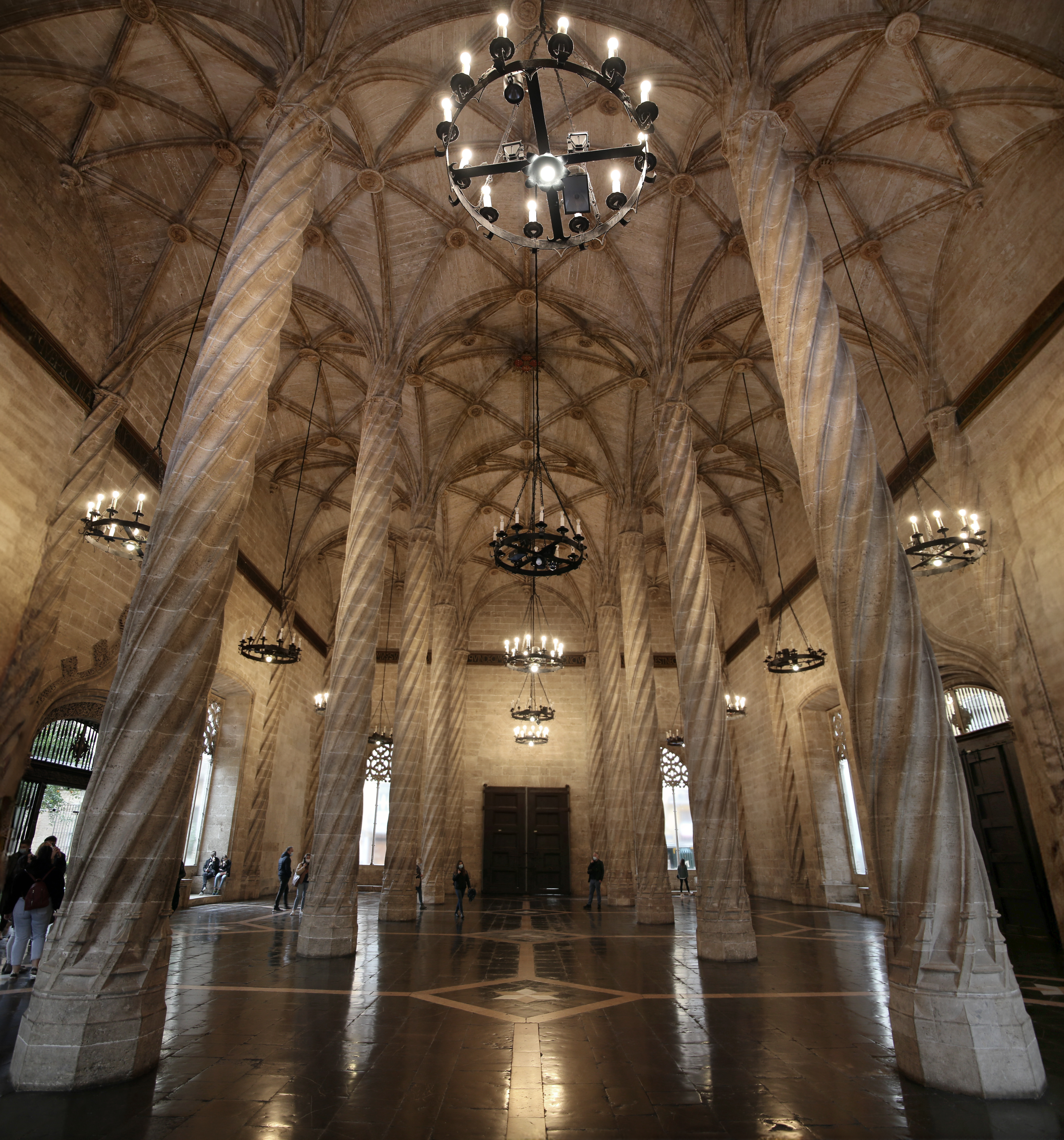
Sala kolumnowa
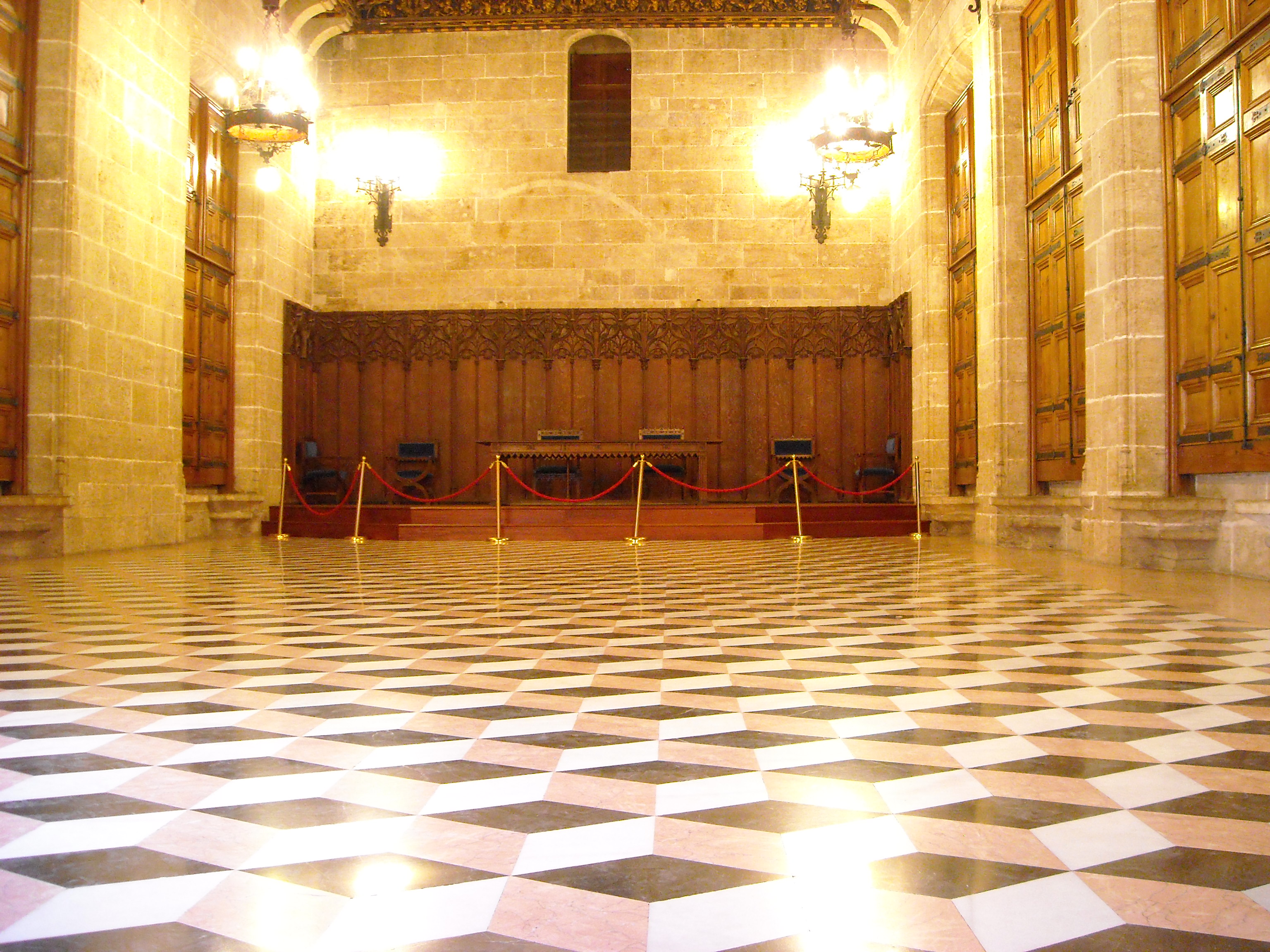
Sala kolumnowa
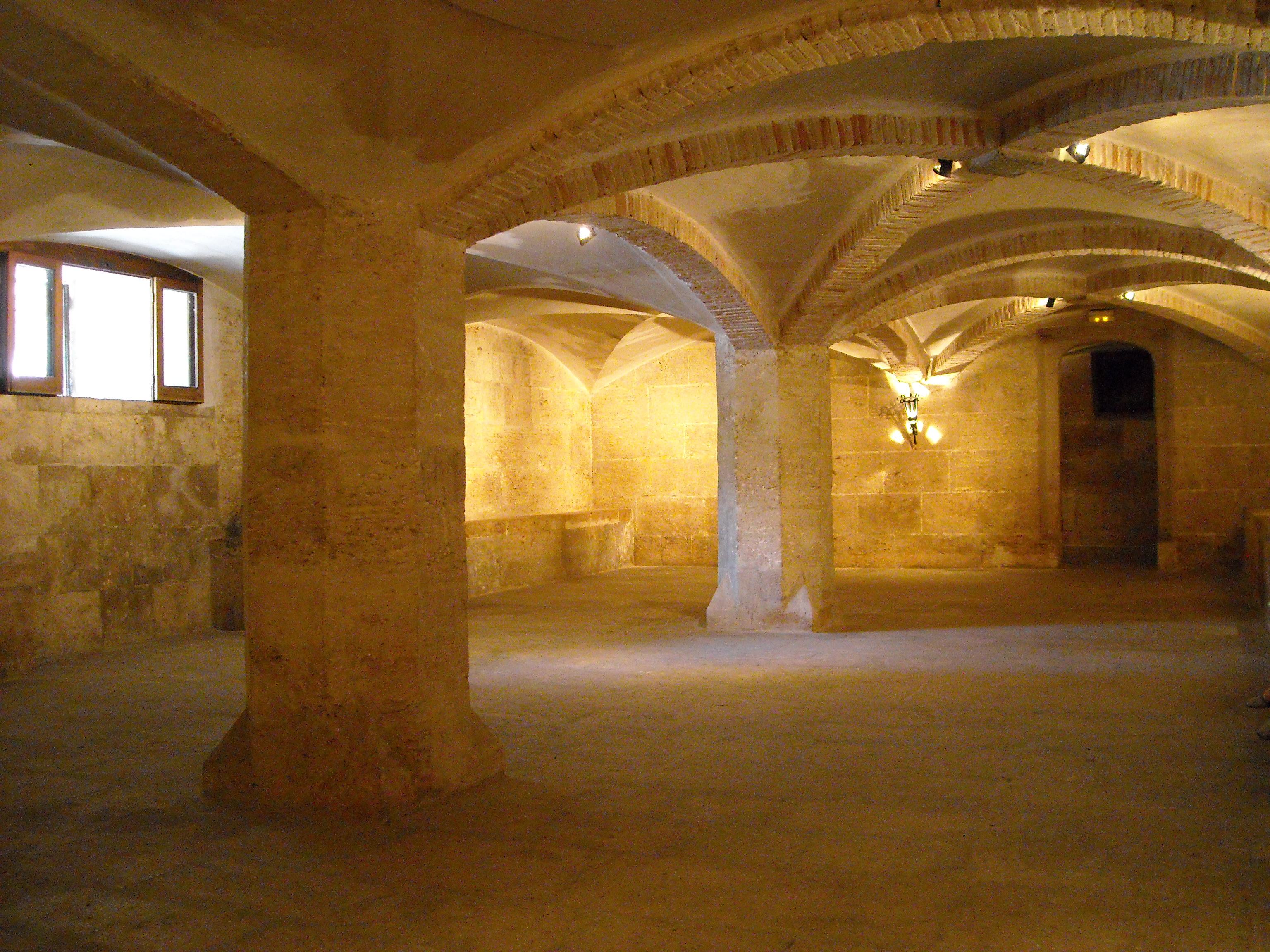
Podziemia
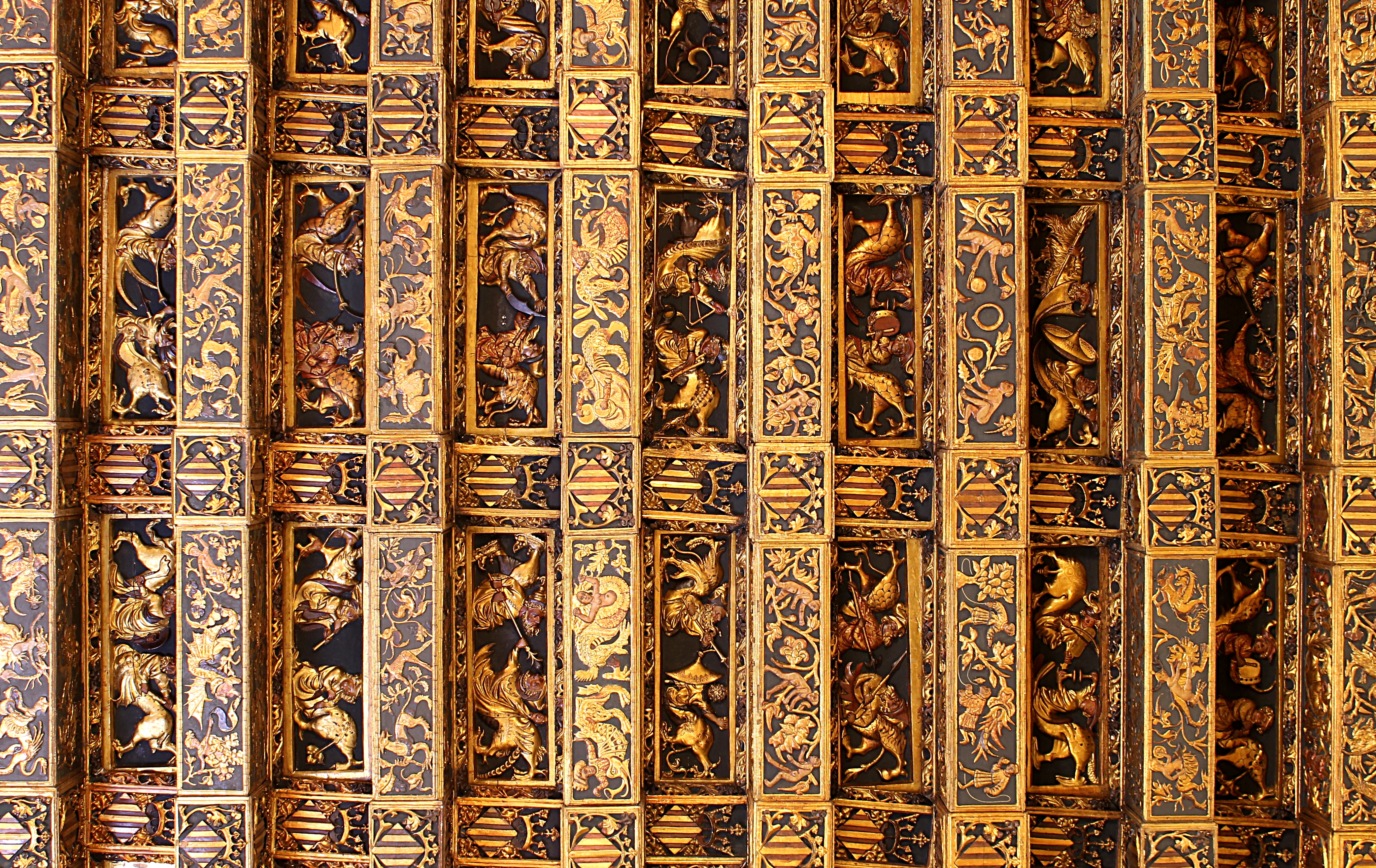
Sufit w pomieszczeniu konsulatu